# Jean Thissen
Jean Thissen (Verviers, 21 aprile 1946) è un allenatore di calcio ed ex calciatore belga, di ruolo difensore.

## Caratteristiche tecniche
Giocava normalmente in posizione di terzino sinistro.

## Carriera

### Giocatore

#### Club
Debutta nella Division I 1965-1966 tra le file dello Standard Liegi, venendo tuttavia poco utilizzato nelle prime due stagioni; vince comunque due Coppe del Belgio, mentre una volta diventato titolare conquista tre titoli nazionali. Lascia i Rossi nel 1974, accasandosi quindi all'Anderlecht; coi bianco-malva vince altre due Coppe nazionali, due Coppe delle Coppe e due Supercoppe UEFA, prima di ritirarsi dal calcio giocato nel 1979.

#### Nazionale
Gioca la prima partita in Nazionale nel 1968, entrando in seguito a far parte della rosa che partecipa al campionato del mondo 1970 in Messico. Qui scende in campo nelle tre partite della fase a gruppi, la vittoria per 3-0 contro El Salvador e le sconfitte contro Unione Sovietica (4-1) e contro i padroni di casa (1-0) che costano l'eliminazione. In seguito è anche al campionato d'Europa 1972 giocato in Belgio: gioca la semifinale, persa 2-1 contro la Germania Ovest, e la finale per il terzo posto, vinta invece 2-1 contro l'Ungheria. Disputa infine l'ultima gara coi Diavoli Rossi nel 1977, scendendo in campo complessivamente per trentaquattro volte.

### Allenatore
Comincia la carriera di allenatore nel 1988 in Portogallo, per poi andare in Svizzera e anche in Belgio. Nel 1992 diventa invece commissario tecnico del Gabon, con il quale partecipa alla Coppa d'Africa 1994; chiudendo tuttavia il girone all'ultimo posto con due sconfitte. Rimane per un periodo in Africa, e nel 2007 conquista la Supercoppa d'Algeria alla guida del MC Alger. Ricopre infine per un breve periodo anche il ruolo di commissario tecnico del Togo.

## Palmarès

### Giocatore

#### Competizioni nazionali
- Campionato belga: 3

Standard Liegi: 1968-1969, 1969-1970, 1970-1971
- Coppa del Belgio: 4

Standard Liegi: 1965-1966, 1966-1967
Anderlecht: 1974-1975, 1975-1976

#### Competizioni internazionali
- Coppa Piano Karl Rappan: 1

Standard Liegi: 1974
- Coppa delle Coppe: 2

Anderlecht: 1975-1976, 1977-1978
- Supercoppa UEFA: 2

Anderlecht: 1976, 1978

### Allenatore

#### Competizioni nazionali
- Supercoppa d'Algeria: 1

MC Alger: 2007